# Équipe d'Algérie de football en 1985
L'équipe d'Algérie de football participe lors de cette année aux Qualifications pour la Coupe d'Afrique des nations 1986 et aux Tours préliminaires de la Coupe du monde de football 1986. L'équipe d'Algérie est entraînée par Rachid Mekloufi, Mahieddine Khalef et Rabah Saadane.

## Les matchs
| Date             | Stade, Ville, Pays                                  | Adversaire                 | Score | Comp | Buteurs algériens                                            |
| 1er janvier 1985 | Stade Félix-Houphouët-Boigny Abidjan, Côte d'Ivoire | Côte d'Ivoire              | 1 - 1 | A    | Menad 60e                                                    |
| 22 janvier 1985  | Maharajah Kochi, Inde                               | Maroc - Algerie (B)        | 0 - 4 | A    | Tournoi international de L'Inde                              |
| 27 janvier 1985  | Maharajah Kochi, Inde                               | Inde - Algerie (B)         | 2 - 3 | A    | Tournoi International de l'Inde                              |
| 30 janvier 1985  | Maharajah Kochi, Inde                               | Corée du Sud - Algerie (B) | 1 - 3 | A    | Tournoi International de l'Inde                              |
| 8 mars 1985      | Stade du 5 Juillet 1962 Alger, Algérie              | Mauritanie                 | 4 - 0 | QCAN | Belloumi 6e (pen.), Bouiche 27e, Amadou 58e (csc), Menad 68e |
| 13 mars 1985     | Stade du 1re novembre 1954 Batna, Algérie           | Allemagne de l'Est         | 1 - 1 | A    | Yahi 60e                                                     |
| 22 mars 1985     | Stade olympique Nouakchott, Mauritanie              | Mauritanie                 | 1 - 1 | QCAN | Bouiche 43e                                                  |
| 31 mars 1985     | Luanda Stadio Luanda, Angola                        | Angola                     | 0 - 0 | QCM  |                                                              |
| 19 avril 1985    | Stade du 5 Juillet 1962 Alger, Algérie              | Angola                     | 3 - 2 | QCM  | Mansouri 14e, Menad 42e, Bouiche 66e                         |
| 1er mai 1985     | Stade olympique d'El Menzah Tunis, Tunisie          | Tunisie                    | 1 - 0 | A    |                                                              |
| 13 juillet 1985  | Stade du 5 Juillet 1962 Alger, Algérie              | Zambie                     | 2 - 0 | QCM  | Bensaoula 25e, Madjer 84e                                    |
| 28 juillet 1985  | Stade de l'Indépendance Lusaka, Zambie              | Zambie                     | 0 - 1 | QCM  | Bensaoula 76e                                                |
| 4 août 1985      | Nyayo National Stadium Nairobi, Kenya               | Kenya                      | 0 - 0 | QCAN |                                                              |
| 18 août 1985     | Stade du 5 Juillet 1962 Alger, Algérie              | Kenya                      | 3 - 0 | QCAN | Benkhalidi 16e 72e, Madjer 75e                               |
| 6 octobre 1985   | Stade olympique d'El Menzah Tunis, Tunisie          | Tunisie                    | 1 - 4 | QCM  | Madjer 23e, Menad 44e 89e, Kaci Said 66e                     |
| 18 octobre 1985  | Stade du 5 Juillet 1962 Alger, Algérie              | Tunisie                    | 3 - 0 | QCM  | Madjer 8e, Menad 34e, Yahi 78e                               |
| 7 décembre 1985  | Estadio Azteca Mexico, Mexique                      | Mexique                    | 0 - 2 | A    |                                                              |
| 11 décembre 1985 | Estadio Tecnológico Monterrey, Mexique              | Hongrie                    | 1 - 3 | A    | Bentayeb 52e                                                 |
| 13 décembre 1985 | Stade Neza 86 Nezahualcóyotl (ville), Mexique       | Corée du Sud               | 0 - 2 | A    |                                                              |

Légende: A : Match amical / QCM : Tours préliminaires à la Coupe du monde de football 1986 / QCAN : Qualifications à la Coupe d'Afrique des nations de football 1986

### Bilan
| Rang | Équipe  | Pts | J  | G | N | P | Bp | Bc | Diff |
| ---- | ------- | --- | -- | - | - | - | -- | -- | ---- |
| #    | Algérie | 19  | 16 | 7 | 5 | 4 | 24 | 14 | +10  |

## Tours préliminaires de la Coupe du monde 1986
| Entraîneur :     |
| Domingo Linguila |

| Entraîneur :  |
| Rabah Saadane |

| Entraîneur :     |
| Domingo Linguila |

| Entraîneur :  |
| Rabah Saadane |

| Entraîneur :  |
| Rabah Saadane |

| Entraîneur :     |
| Domingo Linguila |

| Entraîneur :  |
| Rabah Saadane |

| Entraîneur :     |
| Domingo Linguila |

| Entraîneur :  |
| Rabah Saadane |

| Entraîneur :     |
| Brightwell Banda |

| Entraîneur :  |
| Rabah Saadane |

| Entraîneur :     |
| Brightwell Banda |

| Entraîneur :     |
| Brightwell Banda |

| Entraîneur :  |
| Rabah Saadane |

| Entraîneur :     |
| Brightwell Banda |

| Entraîneur :  |
| Rabah Saadane |

| Entraîneur :    |
| Youssef Zouaoui |

| Entraîneur :  |
| Rabah Saadane |

| Entraîneur :    |
| Youssef Zouaoui |

| Entraîneur :  |
| Rabah Saadane |

| Entraîneur :  |
| Rabah Saadane |

| Entraîneur :    |
| Youssef Zouaoui |

| Entraîneur :  |
| Rabah Saadane |

| Entraîneur :    |
| Youssef Zouaoui |

## Match disputé
| Entraîneur :     |
| Bora Milutinović |

| Entraîneur :  |
| Rabah Saadane |

| Entraîneur :     |
| Bora Milutinović |

| Entraîneur :  |
| Rabah Saadane |

| Entraîneur :  |
| Rabah Saadane |

| Entraîneur : |
| György Mezey |

| Entraîneur :  |
| Rabah Saadane |

| Entraîneur : |
| György Mezey |

| Entraîneur :  |
| Rabah Saadane |

| Entraîneur : |
| Kim Jung-nam |

| Entraîneur :  |
| Rabah Saadane |

| Entraîneur : |
| Kim Jung-nam |

## Autres matchs (Algérie B)
| Date         | Stade, Ville, Pays                            | Adversaire          | Score           | Comp | Buteurs                                                      |
| 5 août 1985  | Complexe sportif Moulay-Abdallah Rabat, Maroc | Émirats arabes unis | 0 - 1           | JPA  | Adnane Altalyani 1re                                         |
| 8 août 1985  | Complexe sportif Moulay-Abdallah Rabat, Maroc | Yémen du Nord       | 3 - 1           | JPA  | Abdelkader Tlemcani 10e , Kamel Djahmoune 35e , Bouznada 73e |
| 11 août 1985 | Complexe sportif Moulay-Abdallah Rabat, Maroc | Arabie saoudite     | 1 - 2           | JPA  | Chérif El-Ouazzani                                           |
| 13 août 1985 | Complexe sportif Moulay-Abdallah Rabat, Maroc | Maroc               | 0 - 1ap         | JPA  | Lemris 102 e                                                 |
| 16 août 1985 | Complexe sportif Moulay-Abdallah Rabat, Maroc | Arabie saoudite     | 3 - 0 (forfait) | JPA  |                                                              |

### Effectif
- ALGERIE (B) :
- Médaille de Bronze aux jeux panarabes maroc 1985 .
- Gardiens de buts :
- Larbi El-Hadi ( WOBoufarik) , Salah Kamel (JSBordj Ménaiél) , Ben Miloud Benballa ( GCRMascara ) .
- Défenseurs :
- Lakhder Benarmas (MPOran) , Said  Belaachia ( WKFCollo) , Djamel Amani ( CMBelcourt) , Kamel Nait Yahia (JETizi Ouzou) ,Youssef  Méziane (MAHussein-Dey), Nasser Bechouche ( USMHarrach ) , Mohamed  Aliouane (JHDjazair ) , Mokhtar Kechamli ( ASCOran ) , Youcef Tonkin ( JSBordj Ménaiél ) ,
- Milieux :
- Si Tahar  Cherif El-Ouazani ( MPOran) , L'Houari  Belkhatouet (ASCOran) , Mustapha  Boukar(ASCOran ) , Larbi Chaabane ( GCRMascara ) , Nacer Mékidèche ( MAHussein-Dey) .
- Attaquants :
- Abdelkader Tlemcani ( ASCOran ) , Abderrazak Bouzenada (JHD) , Belkacem  Demdoum ( JHD ) , Nacer Badache ( USMHarrach ) , Kamel Djahmoune ( USMBlida ) .
- Entraineurs :
- Mohamed  Maouche et Mohamed Lekkak